# Proutictis anomalata
Proutictis anomalata är en fjärilsart som beskrevs av Alphéraky 1928. Proutictis anomalata ingår i släktet Proutictis och familjen mätare. Inga underarter finns listade i Catalogue of Life.